# Genouillé (Charente-Maritime)
Genouillé ist eine französische Gemeinde mit 889 Einwohnern (Stand: 1. Januar 2022) im Département Charente-Maritime in der Region Nouvelle-Aquitaine. Die Gemeinde gehört zum Arrondissement Rochefort und zum Kanton Tonnay-Charente. Die Einwohner werden Genouillacais genannt.

## Geographie
Genouillé liegt etwa 16 Kilometer nordöstlich von Rochefort und etwa 32 Kilometer südöstlich von La Rochelle. Umgeben wird Genouillé von den Nachbargemeinden Saint-Pierre-la-Noue im Norden, La Devise im Norden und Osten, Annezay im Osten, Saint-Crépin im Südosten, Moragne im Süden, Tonnay-Charente im Südwesten sowie Muron im Westen.

## Bevölkerungsentwicklung
| 1962                      | 1968 | 1975 | 1982 | 1990 | 1999 | 2006 | 2013 | 2019 |
| ------------------------- | ---- | ---- | ---- | ---- | ---- | ---- | ---- | ---- |
| 706                       | 679  | 540  | 534  | 533  | 644  | 743  | 815  | 909  |
| Quelle: Cassini und INSEE |      |      |      |      |      |      |      |      |

## Sehenswürdigkeiten
Siehe auch: Liste der Monuments historiques in Genouillé (Charente-Maritime)

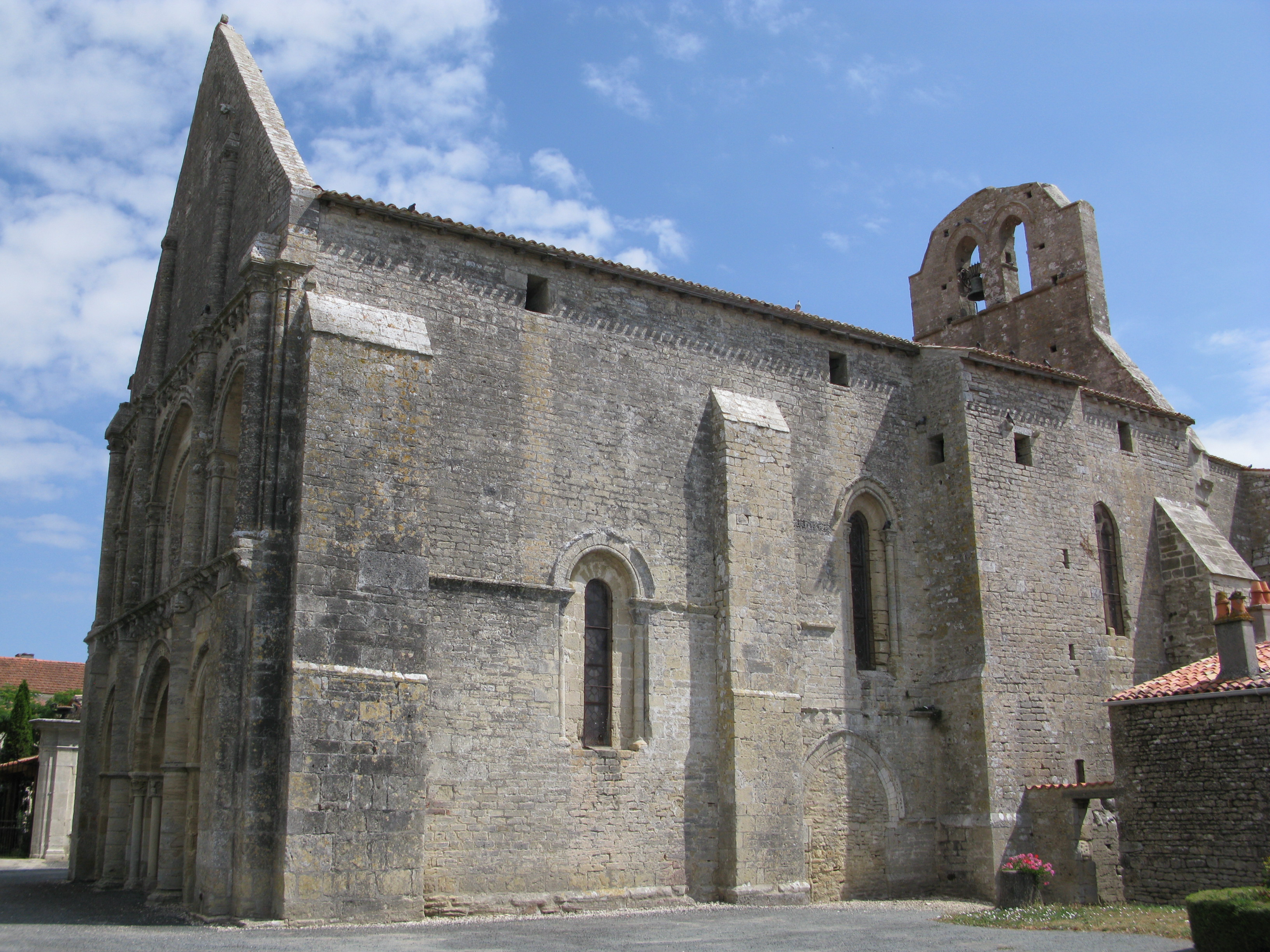
Kirche Notre-Dame

- Kirche Notre-Dame